# Nevin Elwell Funk
Nevin Elwell Funk (Bloomsburg, 4 de novembro de 1883 – abril de 1973) foi um engenheiro eletricista estadunidense, vice-presidente da Philadelphia Electric Company, atual PECO Energy Company. Foi presidente do Instituto Americano de Engenheiros Eletricistas em 1943-1944, e recipiente da Medalha ASME de 1952.